# Alberto Guglielmotti (okręt)
„Alberto Guglielmotti”, w skrócie „Guglielmotti” – nazwa noszona na przestrzeni dziejów przez okręty Regia Marina, nadawana na cześć włoskiego teologa i historyka Alberto Guglielmottiego:
- „Alberto Guglielmotti”(inne języki) – okręt podwodny typu Pacinotti(inne języki) z okresu I wojny światowej[1]
- „Alberto Guglielmotti”(inne języki) – okręt podwodny typu Brin z okresu międzywojennego i II wojny światowej[2]